# Piazza Giuseppe Sacconi
Piazza Giuseppe Sacconi  , già piazza del Belvedere, è situata presso il Paese Alto di San Benedetto del Tronto, dedicata all'architetto Giuseppe Sacconi, che si dedicò al restauro della Torre dei Gualtieri nei primi anni del XX secolo, è una delle più importanti piazze del vecchio centro paesano di San Benedetto del Tronto; soprannominata dai sambenedettesi "La rocca".

## Storia

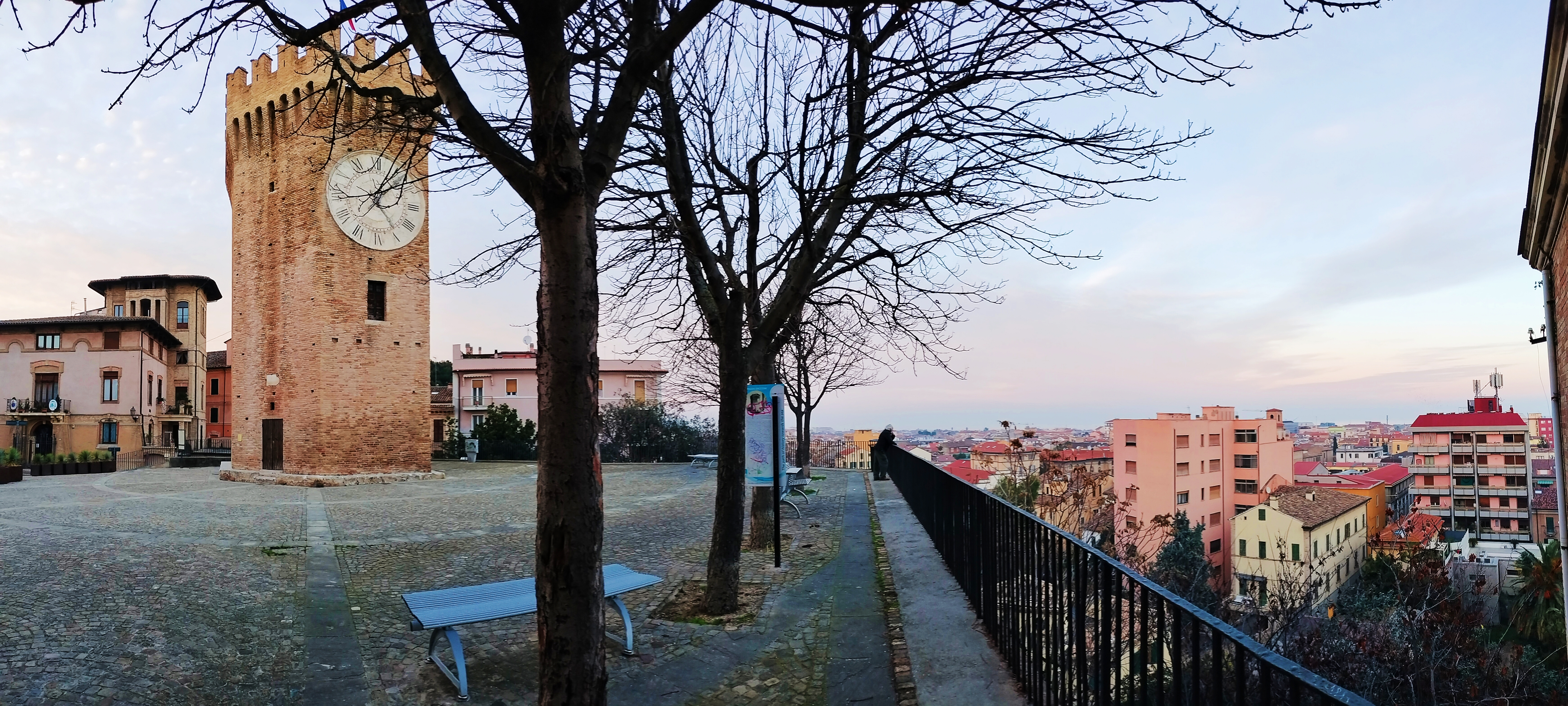
Vista dell'affaccio sulla città di San Benedetto del Tronto dalla Piazza

La piazza sorge all'interno del vecchio incasato dell'antico borgo fortificato nel quartiere Paese Alto, in un contesto Medievale-Rinascimentale, sui resti di Castrum Sancti Benedicti, di quello che era il “Castello di San Benedetto”. Nell'anno 1146 il Vescovo Liberto di Fermo, la cui potestà giudiziale comprendeva il territorio di San Benedetto in Albula, toponimo usato nel corso dei secoli della città odierna, concesse ai fratelli Gualtieri la terra sufficiente per costruire una fortificazione, che assume la denominazione di castrum. Il 27 Novembre 1943 la piazza e il vecchio incasato, come tutta la città di San Benedetto, subì un pesante bombardamento aereo dalle forze alleate, gran parte del Paese Alto venne distrutto, la piazza subì danneggiamenti.

## Descrizione

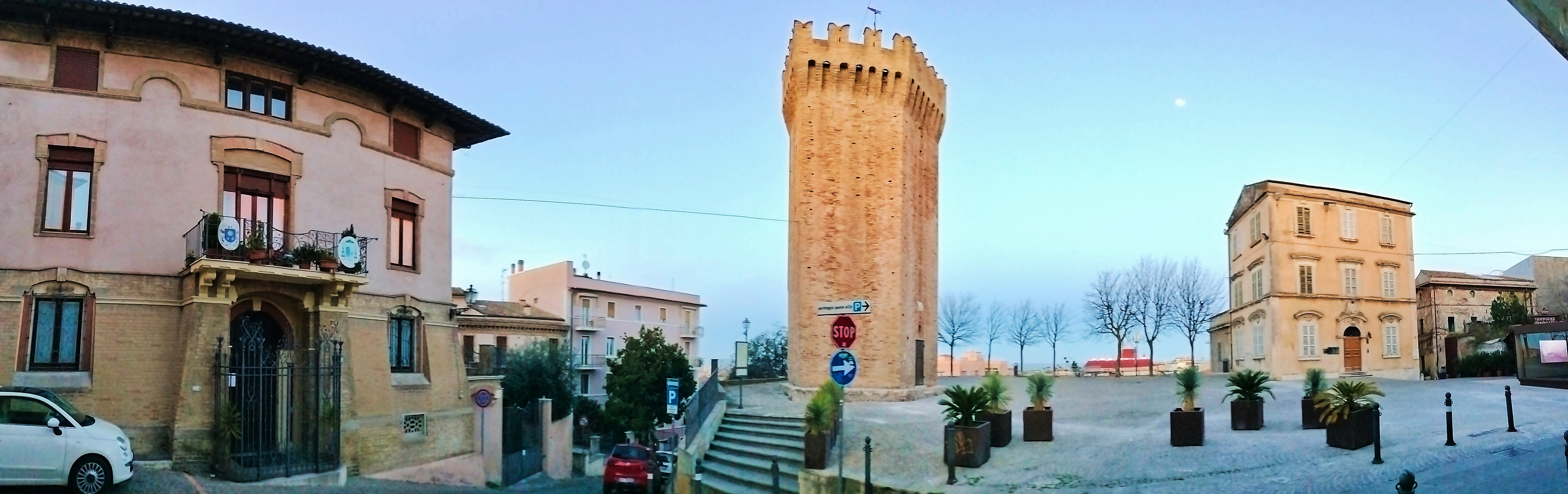
Vista della piazza da via degli Anelli

Si apre su di un piccolo spazio irregolare su una modesta altura, circa 30 m s.l.m., uno dei punti panoramici cittadini: dal belvedere si gode un ampio panorama sulla sottostante città, la vista spazia ad est verso il porto, ossia sul mare Adriatico, a nord invece si può ammirare Grottammare. Caratterizzano la pavimentazione della piazza i sampietrini. Nel 2023 è stato realizzato un percorso per ipovedenti, che rientra nella rete di percorsi che si estendono in tutta l'area del vecchio incasato del Paese Alto.

### Edifici

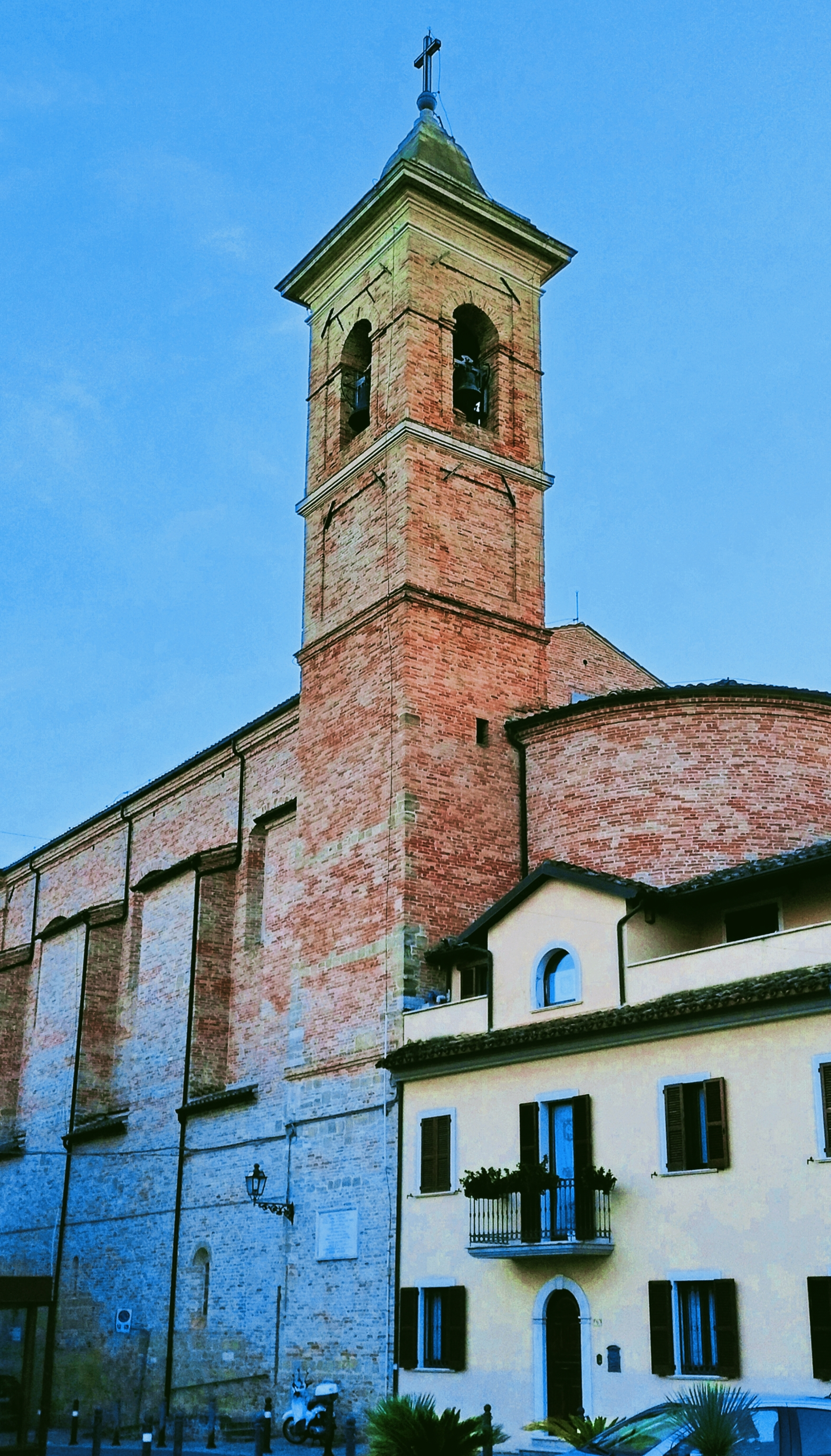
il campanile della chiesa di San Benedetto Martire

Gli edifici storici presenti in piazza Sacconi sono:
- La Torre dei Gualtieri (mastio della Rocca), situata al centro della piazza, antica postazione di comando del castello di San Benedetto, costruita tra il XII e il XIII secolo. Alta 20 metri, a pianta esagonale schiacciata, è interamente in laterizio, presenta un orologio sulla faccia rivolta verso mare e una merlatura superiore;[7]
- La Villa Marittima sono resti della Domus romana datata tra I secolo a.C. e I sec. d.C.;[8][9]
- La Abbazia di San Benedetto Martire di architettura romanica, custodisce la tomba di San Benedetto, patrono della città;[10]
- Il Palazzo Anelli oggi Vescovado della diocesi di San Benedetto del Tronto-Ripatransone-Montalto, edificio signorile in stile Liberty risalente al 1730, antica dimora della famiglia Anelli;
- Il Palazzo Husson, è un palazzo signorile privato del 1873, era di proprietà del commendatore Husson Giorgio Augusto.[11][12]

In passato era presente al centro della piazza una fontana, opera dell'architetto Guido Cirilli, che oggi si trova in piazza Nardone, antistante alla Cattedrale di Santa Maria della Marina.

## Eventi
La piazza è stata palcoscenico di diversi avvenimenti storici e sociali della città, fra cui i festeggiamenti del santo patrono cittadino san Benedetto, che si svolgono anche nella vicina piazza Bice Piacentini; annualmente si svolgono vari concerti di genere musicale come l'opera e mostre di vario genere.